# Ван Лирде, Фредерик
Фредерик Ван Лирде (нидерл. Frederik Van Lierde; род. 25 мая 1979 года в Менене, Западная Фландрия, Бельгия) — бельгийский триатлет, выступающий в гонках на длинных дистанциях. Чемпион мира Ironman 2013 года.

## Карьера
В детстве Фредерик занимался плаванием, в триатлон перешёл уже в возрасте 17 лет в 1997 году. На раннем этапе своей профессиональной карьеры был сконцентрирован на гонках стандартной (олимпийской) дистанции — плавание 1.5 км, велоэтап 40 км, беговой этап 10 км. Пытался пройти отбор для участия в Олимпийских играх 2004 года в этой дисциплине, однако потерпел неудачу. После этого перешёл к гонкам на более длинных дистанциях.
В 2008 году впервые прошёл дистанцию Ironman, с результатом 8 часов 31 минута 35 секунд став серебряным призёром Ironman New Zealand. В 2011 году тренером Фредерика становится его однофамилец Люк Ван Лиерде, двукратный чемпион мира Ironman (1996, 1999). В 2012 году Фредерик становится бронзовым призёром чемпионата мира Ironman (результат 8:24:09), а в 2013 году на всё той же легендарной трассе Коны становится лучшим в мире (результат 8:12:29).

## Вне спорта
Ван Лиерде женат, у него есть двое детей, оба мальчики. Параллельно с тренировками и участием в соревнованиях Фредерик также тренирует молодых спортсменов и амбициозных любителей. После завершения карьеры планирует сосредоточиться на тренерской деятельности.
| Дата            | Место | Соревнование               | Место проведения            | Результат | Примечание                                                               |
| --------------- | ----- | -------------------------- | --------------------------- | --------- | ------------------------------------------------------------------------ |
| 10 октября 2015 | 31    | Ironman World Championship | США, Каилуа-Кона            | 09:03:25  |                                                                          |
| 5 июля 2015     | 5     | Ironman Germany            | Германия Франкфурт-на-Майне | 08:07:09  |                                                                          |
| 29 марта 2015   | 1     | Ironman South Africa       | ЮАР, Порт-Элизабет          | 08:16:35  |                                                                          |
| 11 октября 2014 | 8     | Ironman World Championship | США Каилуа-Кона             | 08:24:11  |                                                                          |
| 6 июля 2014     | 2     | Ironman Germany            | Германия Франкфурт-на-Майне | 08:00:25  | Титул вице-чемпиона Европы с личным рекордом времени прохождения Ironman |
| 12 октября 2013 | 1     | Ironman World Championship | США Каилуа-Кона             | 08:12:29  | Титул чемпиона мира                                                      |
| 23 июня 2013    | 1     | Ironman France             | Франция Ницца               | 08:08:59  | Установил рекорд трассы                                                  |
| 13 октября 2012 | 3     | Ironman World Championship | США Каилуа-Кона             | 08:24:09  |                                                                          |
| 24 июня 2012    | 1     | Ironman France             | Франция Ницца               | 08:21:51  |                                                                          |
| 25 марта 2012   | 3     | Ironman Melbourne          | Австралия Мельбурн          | 08:01:26  |                                                                          |
| 26 июня 2011    | 1     | Ironman France             | Франция Ницца               | 08:28:30  |                                                                          |
| 9 октября 2010  | 14    | Ironman World Championship | США Каилуа-Кона             | 08:31:43  |                                                                          |
| 27 июня 2010    | 2     | Ironman France             | Франция Ницца               | 08:30:39  |                                                                          |
| 24 мая 2009     | 5     | Ironman Austria            | Австрия Клагенфурт          | 08:26:58  |                                                                          |
| 1 марта 2008    | 2     | Ironman New Zealand        | Новая Зеландия Таупо        | 08:31:35  |                                                                          |